# 宋修德
宋修德（1967年8月—），男，山东文登人，中國共產黨黨員，中华人民共和国政治人物、第十一届全国人民代表大会黑龙江地区代表。现任国家铁路局党组书记。

## 生平
毕业于北方交通大学产业经济学专业，是中共党员。宋曾在昆明铁路局和哈尔滨铁路局担任局长，2014年被任命为成都铁路局局长，2017年铁路局改组为公司后继任为中国铁路成都局集团有限公司董事长，直至2019年卸任，其后改任中国国家铁路集团总调度长、运输部主任，2023年2月任国铁集团副总经理。2008年起担任全国人大代表。
2024年9月，任国家铁路集团党组副书记，同年12月6日任国铁集团总经理。2025年8月19日，出任国家铁路局党组书记。